# Eleftherios Kosmidis
Eleftherios Kosmidis (Atenas, Grecia, 6 de mayo de 1991) es un gimnasta artístico griego, campeón del mundo en 2010 en el ejercicio de suelo.

## 2010
En el Mundial celebrado en Róterdam (Países Bajos) consiguió el oro en el ejercicio de suelo, quedando por delante del japonés  Kōhei Uchimura (plata) y el británico Daniel Purvis (bronce).